# Statice de Dodart
Limonium dodartii
Pour les articles homonymes, voir Statice.
Espèce
Classification phylogénétique
La statice de Dodart (Limonium dodartii (Girard) Kuntze, 1891) une plante herbacée vivace de la famille des Plumbaginaceae. 

## Dénomination
Girard a donné à cette statice le nom de Dodart en hommage au fameux directeur botanique de l'Académie royale des sciences, Denis Dodart (1634-1707), qui entreprit sous le règne de Louis XIV un herbier encyclopédique : Mémoire pour servir à l'histoire des plantes.
L'étymologie du nom du genre procède du latin līmōnion, utilisé par Pline l'Ancien pour une plante sauvage, et dérive du grec ancien leimon (λειμών, pré, champ). Voir aussi limus, (de λίμνη, 'marais'), qui donne le français limon, boue, argile.

## Description
Plante à tige ramifiée de 10-30 cm, ses feuilles sont disposées en rose, avec des nervures parallèles. Les épines sont denses et les fleurs de couleur bleue-lavande. Elle est pollinisée par divers insectes.

## Propriétés
Inconnu

## Habitat
Végétation de falaise exposée aux aérosols marin.

## Distribution
Endémique de la côte Atlantique française, espagnole et portugaise.

## État de conservation
L'hybridation avec Limonium binervosum et Limonium vulgare, la dégradation de son habitat naturel et la contamination maritime (déchets) sont les principaux facteurs qui menacent cette espèce.

## Catégorie de conservation
En risque d'extinction.

## Protection en France

### De portée nationale

#### Réglementation préfectorale[5]
- Réglementation de la cueillette de certaines plantes sauvages dans le département de Corse-du-Sud : Article 2
- Réglementation de la cueillette de certaines plantes sauvages dans le département de Corse-du-Sud : Article 3
- Réglementation de la cueillette de certaines plantes sauvages dans le département de Haute-Corse : Article 2
- Réglementation de la cueillette de certaines plantes sauvages dans le département de Haute-Corse : Article 3
- Réglementation de la cueillette de certaines plantes sauvages dans le département de Loire-Atlantique : Article 4
- Réglementation de la cueillette de certaines espèces végétales sauvages dans le département du Finistère : Article 11
- Réglementation de la cueillette de certaines plantes sauvages dans le département de Loire-Atlantique : Article 6
- Réglementation de la cueillette de certaines plantes sauvages dans le département d'Ille-et-Vilaine : Article 1
- Réglementation de la cueillette de certaines espèces végétales sauvages dans le département du Finistère : Article 2
- Réglementation de la cueillette de certaines plantes sauvages dans le département d'Ille-et-Vilaine : Article 4